# Claude Prieur
Claude Prieur, siglo XVI, nacido en Laval (Francia), religioso de la Ordre des frères mineurs (o Franciscanos de la observancia), grupo de muy estricta disciplina, es el autor de la obra Dialogue de la lycanthropie, ou transformation d'hommes en loups.

## Biografía
Su familia se había instalado desde bastante tiempo atrás en Laval - donde en el siglo XV se encuentran dos notarios con ese nombre, Michel y Macé Prieur. Claude Prier desde muy joven entró en religión, y ya en 1587 se le encuentra en el convento de Riom. Luego pasa a hacer sus estudios en Toulouse, y posteriormente reside en Rodez. En 1594 está en Wavre, cerca de Lovaina, donde precisamente publicó la obra titulada Dialogue de la lycanthropie, ou transformation d'hommes en loups, vulgairement dits loups-garous, et si elle se peut faire (Lovaina, Jean Maës y Philippe Zangre, 1596, in-8°). En esta obra, el autor precisamente combate esta superstición popular, y la mayoría de los bibliógrafos indican la rareza de este volumen.

## Publicaciones
- Dialogue de lycanthropie ou transformation d'hommes en loups, vulgairement dits loups-garous, & si elle peut se faire. Auquel en discourant est traicté de la manière de se contregarder des enchantements & sorcellerie, ensemble de plusieurs abus & superstitions, lesquelles se commettent en ce temps., Lovaina Jean Maes y Philippe Zangre 1596, In-8 de 72 ff.ch.